# Gilles Lemay
Pour les articles homonymes, voir Lemay.
Mgr Gilles Lemay (24 février 1948- ) est un prélat canadien de l'Église catholique. En 2011, il fut nommé évêque du diocèse d'Amos au Québec.

## Biographie
Gilles Lemay est né le 24 février 1948 à Leclercville au Québec. Il fut ordonné prêtre le 18 juin 1972 pour l'archidiocèse de Québec. Pendant une dizaine d'années, il fut vicaire de la paroisse Saint-Eugène de Vanier.
Le 11 février 2005, il fut nommé évêque auxiliaire de l'archidiocèse de Québec par le pape Jean-Paul II ; il fut nommé par la même occasion évêque titulaire d'Eguga (de) et est consacré le 10 avril 2005 par Marc Ouellet avec comme co-consécrateurs Jean-Pierre Blais et Eugène Tremblay. Le 22 février 2011, il fut nommé évêque du diocèse d'Amos par le pape Benoît XVI,.